# Promoción de 1915 (West Point)

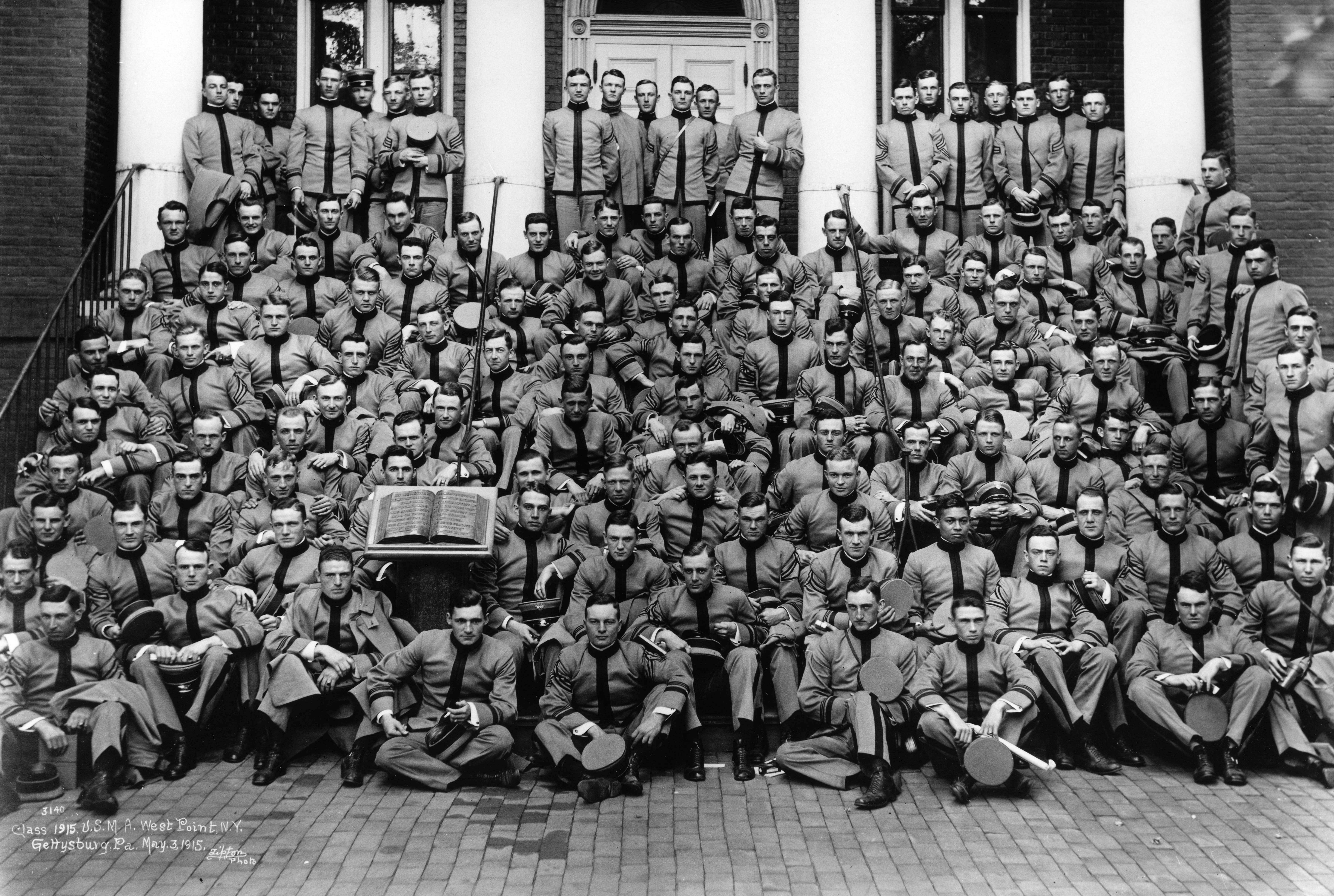
Los graduados de la promoción de 1915 posando frente a la iglesia luterana de Cristo en Gettysburg, Pensilvania.

La promoción de 1915 de la escuela de oficiales de West Point, conocida como la clase sobre la que cayeron las estrellas (en inglés: The class the stars fell on), en alusión a las estrellas que denotan el rango de general en las Fuerzas Armadas de Estados Unidos, fue una promoción de graduados de la Academia Militar de Estados Unidos en West Point, Nueva York, caracterizada por el destacado conjunto de oficiales que produjo, tanto por su rango dentro de las Fuerzas Armadas como por sus cargos militares y civiles.
De los 164 graduados de 1915, 59 (36 %) alcanzaron el rango de general, más que cualquier otra promoción de la historia militar de Estados Unidos, de los que:
- 2 alcanzaron el rango de general de 5 estrellas (rango máximo en tiempos de guerra; OF-10);
- 2 alcanzaron el rango de general de 4 estrellas (rango máximo en tiempos de paz; OF-9);
- 7 fueron tenientes generales (3 estrellas; OF-8);
- 24 fueron mayores generales (2 estrellas; OF-7);
- 24 fueron generales de brigada (1 estrella; OF-6).

Los dos generales de cinco estrellas de esta lista eran Dwight D. Eisenhower, quien sería el 34.º presidente de Estados Unidos, y Omar Bradley, futuro presidente del Estado Mayor Conjunto en las administraciones de Harry Truman y Eisenhower. La clase brindó además numerosos oficiales que alcanzaron los rangos de coronel y teniente coronel.
Cabe destacar que aunque el término se refiere específicamente a los graduados de ese año en particular, desde una perspectiva más amplia se incluye en la «generación de los generales» también a algunas clases graduadas alrededor de ese año, sobre todo la de 1917 —con un total de 139 graduados—, que también se saldó con un número importante de generales. La característica más común de todos estos militares fue haber servido como oficiales subalternos durante la Primera Guerra Mundial, y como generales en la Segunda Guerra Mundial.
El término en inglés, The class the stars fell on, de hecho había sido acuñado y empleado para denotar la promoción de West Point de 1886, que se saldó con numerosos generales de la Primera Guerra Mundial (casi todos habiendo acumulado experiencia combativa en las guerras indias de finales del siglo XIX). De esta clase, cuyo más distinguido graduado fue John J. Pershing, 25 de los 77 graduados (32 %) llegaron a ostentar el rango de general.

## Descripción de la clase
Los graduados de West Point de 1915 accedieron a la formación en la escuela de oficiales en 1911, siendo en total 287 los admitidos, el mayor número de admisiones hasta entonces. Aquello se debió, en parte, a que ese año se modificó la ley que regulaba la elección de cadetes por los congresistas, de uno por congresista cada 4 años a uno cada 3 años, con aplicación retroactiva. El último grupo de cadetes en unirse a la formación, 14 alumnos en total, lo hizo inmediatamente tras aprobarse la enmienda, en agosto de ese año (saltándose por tanto el infame «mes de las novatadas»), por lo que fueron conocidos como los augustinos (de August, el nombre del mes en inglés). Entre ellos destacaba un joven Omar Bradley, quien no hubiera llegado a ser cadete si no por dicha enmienda.
De los 287 alumnos que ingresaron en 1911, solo 164 se graduaron en 1915 (aun así un número récord), recibiendo su comisión como tenientes segundos el 12 de junio de ese año, aunque el Ejército de Estados Unidos solo tenía 105 vacantes para nuevos oficiales en ese momento. De los primeros 25 graduados con mejores notas, 24 fueron asignados al Cuerpo de Ingenieros, incluyendo a William E. R. Covell, número uno de la promoción y quien alcanzaría el rango de mayor general en la Segunda Guerra Mundial, en puestos mayoritariamente logísticos. Ello se debía a que en aquellos años, los estudios de West Point se centraban en las asignaturas técnicas y las matemáticas, en tiempos de importante desarrollo en estos ámbitos.
El primer graduado de la clase en obtener el rango de general (general de brigada), en febrero de 1939, fue Luis R. Esteves, primer puertorriqueño (e hispano en general) en atender y graduarse de West Point. Esteves, de ascendencia noble española, y quien más tarde sería el fundador de la Guardia Nacional de Puerto Rico, fue el tutor de Eisenhower en lengua española en West Point, siendo requisito de la formación de oficiales los estudios de una segunda lengua.
Al ser la carrera militar en esa época muchas veces una tradición familiar, 16 de los graduados de la clase eran hijos de graduados, y tres eran tanto hijos como nietos de graduados de la institución, principalmente oficiales de rangos superiores. Pearson Menoher, general de brigada en la Segunda Guerra Mundial y comandante de división en la guerra de Corea, fue hijo del general Charles T. Menoher, primer comandante de la Fuerza Aérea de Estados Unidos (llamada entonces Servicio Aéreo de Estados Unidos), quien se había graduado de la citada promoción de 1886 de West Point (junto a Pershing).
Otro caso destacado fue de Hubert R. Harmon, quien había sido rechazado de ingresar en la clase de 1910 ya que sus dos hermanos mayores, Kenneth y Millard, ya estaban matriculados (uno graduándose en 1910 y el otro en 1912). Los tres eran hijos del coronel Millard F. Harmon, comandante de la Academia Militar de Pensilvania, y no podían coincidir en la escuela debido al reglamento vigente en esa época. El año siguiente, con el hermano mayor ya graduado y no sin el anterior proselitismo de su padre con dirigentes militares y civiles, Hubert pudo entrar en la famosa clase. Tanto él como su hermano Millard, con quien coincidía un año y medio en West Point, llegaron a ostentar el rango de teniente general.

## Generales graduados de la promoción de 1915
| - Omar N. Bradley - Dwight D. Eisenhower - Joseph T. McNarney - James Van Fleet - Henry Aurand - Hubert R. Harmon - Stafford LeRoy Irwin - Thomas B. Larkin - John W. Leonard - George E. Stratemeyer - Joseph M. Swing - John Stewart Bragdon - Ralph P. Cousins - William E. R. Covell - Luis R. Esteves | - Vernon Evans - Thomas J. Hanley Jr. - Thomas G. Hearn - Leland S. Hobbs - James A. Lester - Edwin B. Lyon - Henry J. F. Miller - Paul J. Mueller - Vernon Prichard - George J. Richards - Charles W. Ryder - Henry B. Sayler - William F. Tompkins - Albert W. Waldron - Leo A. Walton | - Leroy H. Watson - Douglas L. Weart - A. Arnim White - John B. Wogan - Roscoe B. Woodruff - Herman Beukema - Carl C. Bank - Frederic W. Boye - Charles M. Busbee - John F. Conklin - John F. Davis - Michael F. Davis - Donald A. Davison - Benjamin G. Ferris - Adlai H. Gilkeson | - Walter W. Hess - Clinton Wilbur Howard - Reese M. Howell - John Keliher - Pearson Menoher - Lehman W. Miller - Earl L. Naiden - Hume Peabody - Norman Randolph - John N. Robinson - Robert W. Strong - Victor V. Taylor - Cleson H. Tenney - Edward C. Wallington - Edwin A. Zundel |

Junto a estos oficiales se mencionan a veces los generales graduados de la promoción de 1917, entre los que destacan Matthew Ridgway, Mark W. Clark, J. Lawton Collins, Bryant Moore, Ernest N. Harmon, William C. McMahon, Norman Cota, Laurence B. Keiser, William W. Eagles, William Kelly Harrison Jr. y Frederick Augustus Irving. Tanto Ridgway como Collins serían más tarde presidentes del Estado Mayor Conjunto. De la promoción de 1918, se podría mencionar a Lucius D. Clay, quien en su día fue el general de brigada más joven del Ejército estadounidense y más tarde el último gobernador militar de Estados Unidos en la Alemania ocupada.